# Romain Baron
Romain Baron, född 1898 i Marcy,  död 1985 i Nevers i Frankrike, var en fransk författare, professor i litteratur och historiker.